# Тохомо
Тохомо (также Токомо) — река в Эвенкийском районе Красноярского края России, левый приток Камо (бассейн Подкаменной Тунгуски). Длина реки — 186 км. Площадь водосборного бассейна — 5350 км².
Река берёт начало в центре Заангарского плато, почти на границе с Северо-Енисейским районом, на высоте более 400 м над уровнем моря. От истока течёт на северо-восток, затем, после впадения слева Майгуры, поворачивает на восток и протекает по холмистой тайге с преобладанием кедра и лиственницы. В среднем течении встречаются пойменные озёра, русло местами заболочено. Впадает в Камо по левому берегу на отметке 193 м над уровнем моря, выше впадения реки Чавичинэ, в 109 км от устья Камо. Ширина перед устьем составляет 40-54 м при глубине 1-1,5 м. Скорость течения в низовьях — 0,6 м/с. 

## Основные притоки
- Левые: Юрупчен (длина 69 км[3]), Майгура, Юду
- Правые: Нижний Делингдэкэн, Верхний Делингдакан

## Данные водного реестра
По данным государственного водного реестра России и геоинформационной системы водохозяйственного районирования территории РФ, подготовленной Федеральным агентством водных ресурсов:
- Бассейновый округ — Енисейский
- Речной бассейн — Енисей
- Речной подбассейн — Подкаменная Тунгуска
- Водохозяйственный участок — Подкаменная Тунгуска от истока до впадения Чуни
- Код водного объекта — 17010500112116100040328